# Lagawe

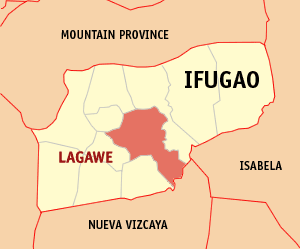
Bản đồ Ifugao với vị trí của Lagawe

Lagawe là một đô thị hạng 4 ở tỉnh Ifugao, Philippines. It is the capital municipality of Ifugao. Theo điều tra dân số năm 2000 của Philipin, đô thị này có dân số 15.269 người trong 2.944 hộ.

## Các đơn vị hành chính
Lagawe được chia ra 20 barangay.
| - Abinuan - Banga - Boliwong - Burnay - Buyabuyan - Caba - Cudog - Dulao - Jucbong - Luta | - Montabiong - Olilicon - Poblacion South - Ponghal - Pullaan - Tungngod - Tupaya - Poblacion East - Poblacion North - Poblacion West |